# 大臣補佐官
大臣補佐官（だいじんほさかん）は、2014年（平成26年）5月30日に国家公務員法等の一部を改正する法律（平成26年法律第22号）が施行されたことにより、内閣府、復興庁、各省に設置される必置ではない特別職の官職。なおデジタル庁には設置されていない。その職務は、内閣府設置法第14条の2により「内閣官房長官又は特命担当大臣の命を受け、特定の政策に係る内閣官房長官又は特命担当大臣の行う企画及び立案並びに政務（大臣委員会等の所掌に係るものを除く。）に関し、内閣官房長官又は特命担当大臣を補佐する。」、復興庁設置法第10条の2により「復興大臣の命を受け、特定の政策に係る復興大臣の行う企画及び立案並びに政務に関し、復興大臣を補佐する。」、国家行政組織法第17条の2により「その省の大臣の命を受け、特定の政策に係るその省の長である大臣の行う企画及び立案並びに政務に関し、その省の長である大臣を補佐する。」とされている。内閣法によって内閣官房に設置される内閣総理大臣補佐官とは区別される。

## 概説
特別職が定められた国家公務員法第2条の3では、大臣補佐官の序列は、大臣政務官の下、内閣総理大臣秘書官及び国務大臣秘書官並びに特別職たる機関の長の秘書官のうち人事院規則で指定するものの上に位置している。
大臣補佐官の任免は、内閣府と復興庁では内閣総理大臣が、各省では各大臣が申出をした上で、内閣が行う。各国務大臣はその裁量で1人ずつ大臣補佐官を置くことができ、内閣府の大臣補佐官の定数は6人以内、復興庁と各省の大臣補佐官の定数は各1人以内である。国会議員の兼任が可能で、勤務形態は常勤と非常勤のいずれも可能で、常勤の大臣補佐官の俸給月額は、内閣官房副長官補、内閣広報官及び内閣情報官、常勤の内閣総理大臣補佐官と同額である。
イギリス政府の制度をモデルとし、民主党が導入を提唱した。2008年（平成20年）の国家公務員制度改革基本法には閣僚を助ける「政務スタッフ」との概念が盛り込まれ、2014年（平成26年）4月成立の国家公務員制度改革関連法で大臣補佐官として具体化した。同年9月の第2次安倍改造内閣から制度の運用が始まった。
内閣総理大臣には5人の内閣総理大臣補佐官がおり、これを各省庁へ広げた制度とみることもできる。

## 大臣補佐官の一覧
2024年（令和6年）11月19日時点で、大臣補佐官は1名（防衛大臣補佐官の若宮健嗣）。
| 大臣                                                | 補佐官氏名         | 補佐官の主要経歴                                                                         | 補佐官の担当                                                    | 出典          |
| --------------------------------------------------- | ------------------ | ---------------------------------------------------------------------------------------- | --------------------------------------------------------------- | ------------- |
| 石破茂 内閣府特命担当大臣（地方創生担当）           | 伊藤達也           | 自民党衆議院議員 元内閣総理大臣補佐官（社会保障担当）、元金融担当大臣                    | 地方の中小企業振興                                              | [ 9 ] [ 10 ]  |
| 塩崎恭久 厚生労働大臣                               | 菅原晶子           | 元経済同友会執行役                                                                       | 社会保障政策、労働政策                                          | [ 9 ] [ 10 ]  |
| 高木毅 復興大臣                                     | 谷公一             | 自民党衆議院議員 元復興副大臣                                                            | 復興全般                                                        | [ 9 ] [ 10 ]  |
| 高市早苗 総務大臣                                   | 太田直樹           | 元ボストンコンサルティンググループ シニアパートナー兼マネージングディレクター            | 地方創生、情報通信技術                                          | [ 9 ] [ 10 ]  |
| 菅義偉 内閣官房長官                                 | 松田隆利           | 元総務事務次官                                                                           | 内閣府のスリム化                                                | [ 9 ] [ 10 ]  |
| 菅義偉 内閣官房長官                                 | 福田隆之           | 元新日本有限責任監査法人エグゼクティブディレクター・インフラPPP支援室長 元野村総合研究所 | 公共サービス改革                                                | [ 11 ] [ 12 ] |
| 下村博文 文部科学大臣                               | 鈴木寛             | 東京大学・慶應義塾大学教授 元文部科学省参与 元民主党参議院議員 元文部科学副大臣          | 大学入試改革、学習指導要領改訂 東京オリンピック・パラリンピック | [ 13 ] [ 14 ] |
| 馳浩 文部科学大臣                                   | 鈴木寛（再任）     | 東京大学・慶應義塾大学教授 元文部科学省参与 元民主党参議院議員 元文部科学副大臣          | 大学入試改革、学習指導要領改訂 東京オリンピック・パラリンピック | [ 15 ]        |
| 松野博一 文部科学大臣                               | 鈴木寛（再任）     | 東京大学・慶應義塾大学教授 元文部科学省参与 元民主党参議院議員 元文部科学副大臣          | 大学入試改革、学習指導要領改訂 東京オリンピック・パラリンピック | [ 16 ]        |
| 林芳正 文部科学大臣                                 | 鈴木寛（再任）     | 東京大学・慶應義塾大学教授 元文部科学省参与 元民主党参議院議員 元文部科学副大臣          | 大学入試改革、学習指導要領改訂 東京オリンピック・パラリンピック | [ 17 ]        |
| 甘利明 内閣府特命担当大臣（経済財政政策担当）       | 福田峰之           | 自民党衆議院議員 元横浜市会議員                                                          | 個人番号（マイナンバー）制度                                    | [ 18 ]        |
| 鶴保庸介 内閣府特命担当大臣（沖縄及び北方対策担当） | 島尻安伊子         | 元自民党参議院議員 元内閣府特命担当大臣（沖縄及び北方対策担当）                          | 沖縄振興、子どもの貧困緊急対策                                  | [ 19 ]        |
| 江崎鉄磨 内閣府特命担当大臣（沖縄及び北方対策担当） | 島尻安伊子（再任） | 元自民党参議院議員 元内閣府特命担当大臣（沖縄及び北方対策担当）                          | 沖縄振興、子どもの貧困緊急対策                                  | [ 20 ]        |
| 福井照 内閣府特命担当大臣（沖縄及び北方対策担当）   | 島尻安伊子（再任） | 元自民党参議院議員 元内閣府特命担当大臣（沖縄及び北方対策担当）                          | 沖縄振興、子どもの貧困緊急対策                                  | [ 21 ]        |
| 宮腰光寛 内閣府特命担当大臣（沖縄及び北方対策担当） | 島尻安伊子（再任） | 元自民党参議院議員 元内閣府特命担当大臣（沖縄及び北方対策担当）                          | 沖縄振興、子どもの貧困緊急対策                                  | [ 22 ]        |
| 山本幸三 内閣府特命担当大臣（地方創生担当）         | 三輪芳朗           | 大阪学院大学経済学部教授                                                                 | 経済統計の見直しに関する重要政策                                | [ 23 ]        |
| 麻生太郎 財務大臣                                   | 井上貴博           | 自民党衆議院議員                                                                         | G20財務相・中央銀行総裁会議の準備                               | [ 24 ]        |
| 河野太郎 内閣府特命担当大臣（規制改革担当）         | 小林史明           | 自民党衆議院議員                                                                         | 規制改革                                                        | [ 25 ]        |
| 野田聖子 内閣府特命担当大臣（男女共同参画担当）     | 三原じゅん子       | 自民党参議院議員 元厚生労働副大臣                                                        | 男女共同参画に関する政策の企画・立案                            | [ 26 ]        |
| 木原稔 防衛大臣                                     | 和田義明           | 自民党衆議院議員                                                                         | 防衛生産・技術基盤の強化                                        | [ 27 ]        |
| 木原稔 防衛大臣                                     | 高見康裕           | 自民党衆議院議員                                                                         | 防衛生産・技術基盤の強化                                        | [ 28 ]        |
| 中谷元 防衛大臣                                     | 若宮健嗣           | 元自民党衆議院議員 元国際博覧会担当大臣                                                  | 防衛生産・技術基盤の強化                                        | [ 29 ]        |